# NGC 2377

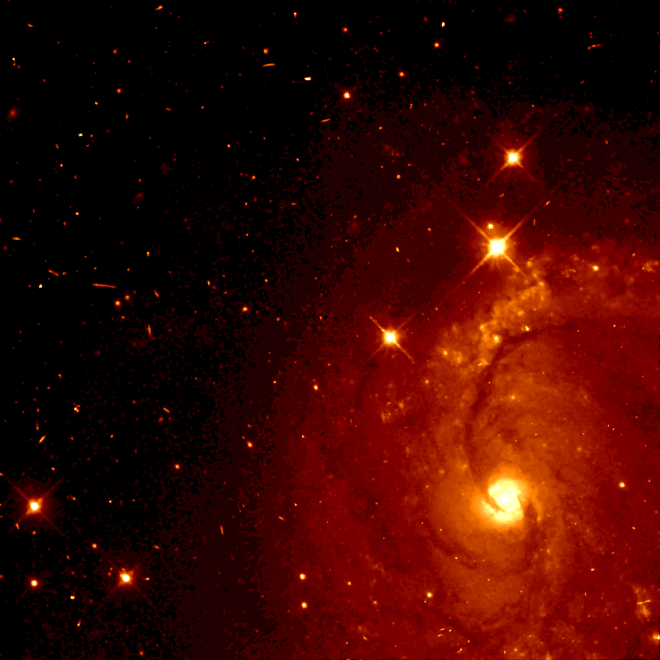
NGC 2377 par le télescope spatial Hubble.

NGC 2377 est une galaxie spirale située dans la constellation de la Licorne. NGC 2377  a été découverte par l'astronome français Édouard Stephan en 1874.

## Caractéristiques
Sa vitesse par rapport au fond diffus cosmologique est de 2 661 ± 15 km/s, ce qui correspond à une distance de Hubble de 39,3 ± 2,8 Mpc (∼128 millions d'al).
À ce jour, six mesures non basées sur le décalage vers le rouge (redshift) donnent une distance de 20,417 ± 6,093 Mpc (∼66,6 millions d'al), ce qui est nettement à l'extérieur des valeurs de la distance de Hubble. Notons que c'est avec la valeur moyenne des mesures indépendantes, lorsqu'elles existent, que la base de données NASA/IPAC calcule le diamètre d'une galaxie et qu'en conséquence le diamètre de NGC 2377 pourrait être d'environ 35,3 kpc (∼115 000 al) si on utilisait la distance de Hubble pour le calculer.
NGC 2377 est une galaxie à noyau actif présentant des régions d'hydrogène ionisé. La classe de luminosité de NGC 2377 est III et elle présente une large raie HI. Elle renferme également des régions d'hydrogène ionisé.